# テオ・アルブレヒト
テオ・アルブレヒト（Theo Albrecht、本名：Theodor Paul Albrecht、1922年3月28日 - 2010年7月24日）は、ドイツの実業家で、チェーン型ディスカウント・スーパーマーケット大手アルディ（Aldi）のCEO。
アルディの創業者カール・アルブレヒトは兄であり、フォーブスの発表による世界長者番付の2006年度版の結果においては、総合第13位に選ばれたカールに対して、総合第20位、ドイツ人としては第2番目の富豪に選ばれている。
1979年から2007年頃までトレーダー・ジョーズのCEOも務めていた。家族は妻と2人の子供。
1971年に、金に困った弁護士により誘拐されるが、17日後に身代金400万ドルで解放される。その際、自ら犯人と交渉して身代金を値引きさせたという。以降、露出を嫌い、私生活は秘密に包まれていたが、第一線を退いたあとは、北海の小さな島に住み、兄弟でゴルフを楽しむ暮らしをしていたと報じられた。2010年に88歳で亡くなるが、死因は発表されていない。